# Schlitzie
Schlitzie, também escrito Schlitze ou Shlitze e com nome de batismo Schlitze Surtees (Nova Iorque, 10 de setembro de 1901 – Los Angeles, 24 de setembro de 1971), foi um americano sideshow, mais conhecido por seu papel em 1932 no filme Freaks. Também atuou em espetáculos tipo circo de horrores, com Barnum & Bailey, entre outros, fazendo um popular ícone cultural.

## Biografia
A verdadeira data de nascimento, o nome, a localização e os pais são desconhecidos; a informação sobre a sua certidão de óbito e o túmulo indicam que ele nasceu em 10 de setembro de 1901, no Bronx, Nova Iorque, embora algumas fontes afirmam que ele nasceu em Santa Fé, Novo México. Quem afirma que ele nasceu em Yucatán, no México, estão enganados. Ocasionalmente fantasiosa que Schlitze obteve faturamento como "Maggie, o último dos Astecas Crianças". As informações verdadeiras sobre Schlitzie como a identidade do nascimento, podem nunca serem conhecidos, essas informações foram perdidas. Como ele foi entregue a vários locais em uma pequena margem de tempo, apenas algumas evidências na maioria informais, foram guardadas ao longo de sua carreira.
Schlitzie nasceu com microcefalia, um transtorno do neuro desenvolvimento, que o deixou com um pequeno cérebro e crânio, também uma pequena estatura: 1 mt e 22 cm, miopia e com uma deficiência intelectual de moderado a grave. É possível que esses transtornos podem ter sido causados pela síndrome de Seckel. Foi dito que Schlitzie tinha o conhecimento de uma criança de três anos: ele era incapaz de cuidar totalmente de si mesmo e poderia falar somente em palavras monossilábicas e formar apenas frases pequenas, no entanto, ele foi capaz de executar tarefas simples, e acredita-se que ele poderia entender a maioria das palavras da qual eram ditos a ele, como ele tinha muito rápido tempo de reação e a capacidade de imitar. quem conheceu Schlitzie descreveu-o como afetuoso, exuberante, sociável, que gostava de dançar, cantar e ser o centro das atenções, para qualquer um, ele poderia parar e conversar.

### Carreira
No circuito da exposição, as pessoas microcefálicas eram geralmente promovidas como "cabeças de alfinete" ou "elos perdidos", e Schlitzie era cobrado com títulos como "O último dos astecas", "A garota do macaco" e "O que é isso?". Em algumas apresentações, ele foi emparelhado com outro artista microcefálico.
Schlitzie usava frequentemente um muumuu e se apresentava como mulher ou andrógino para adicionar à mística de sua aparência incomum. Aqueles que o conheciam alternadamente usavam pronomes masculinos e femininos. Sua incontinência urinária, que o obrigou a usar fraldas, tornou os vestidos práticos para suas necessidades de cuidados, [6] embora seja possível que a incontinência não tenha se desenvolvido até mais tarde na vida e tenha sido simplesmente um efeito colateral da idade. [4]
O circuito de exibição lateral foi um tremendo sucesso para Schlitzie; nas décadas de 1920 e 1930, ele foi contratado por muitos circos de luxo, incluindo Ringling Bros e Barnum & Bailey Circus, Clyde Beatty Circus, Tom Mix Circus, Crafts 20 Big Shows e Foley & Burke Carnival. Em 1928, Schlitzie fez sua estreia no cinema em The Sideshow, um drama ambientado em um circo, que apresentava uma variedade de artistas reais.

### Freakse depois de trabalhar
Schlitzie pousou seu mais conhecido papel como ator em Tod Browning's 1932 filme de terror Freaks. Como O Sideshow, Freaks tem lugar em um carnaval, e apresenta uma série de genuíno sideshow artistas: gêmeas unidas Daisy e Violet Hilton, "O Tronco Vivo" Prince Randian, e o anão irmãos Harry e Daisy Earles entre eles. Schlitzie tem uma cena (ininteligível) o diálogo com o ator Wallace Ford. Dois outros "tolos" também aparecem no filme. Quando se refere a Schlitzie, outros atores usam pronomes femininos.
Quando Freaks estreou em 1932, cinemas estavam escandalizados com a aparência dos artistas sideshow. O Reino Unido proibiu o filme por trinta anos. O filme foi um fracasso financeiro, e Browning, apesar de ele passou a fazer vários filmes para a MGM, aposentou-se em 1940.
Schlitzie apareceu em pouco papéis em vários filmes, e é creditado com um papel na 1934 filme de exploração de Amanhã, as Crianças, como mentalmente deficiente criminal a que submetido a esterilização forçada. Ele muitas vezes é amplamente citado como aparecendo em 1932, a Ilha das Almas Perdidas, em segundos-tempo de função como "Mamífero Peludo"; no entanto, tem havido algum debate sobre se o artista nesses filmes é Schlitzie ou um sósia.
Enquanto Schlitzie estava fazendo com o Tom Mistura de Circo em 1935, George Surtees, um chimpanzé treinador com uma equipe treinada-chimpanzé ato no show, adotou-o, tornando-se seu tutor legal. Em 1941, Schlitzie apareceu em seu último papel filme como "Princesa Bibi", um espetáculo de atração, em Conhecer Boston Blackie.

### Internação
Sob os cuidados de George Surtees, Schlitzie continuou realizando o circuito de exibição lateral; após a morte de Surtees, em 1965, sua filha, que não estava no show business, internou Schlitzie em um hospital do condado de Los Angeles.
Schlitzie permaneceu hospitalizado por algum tempo até ser reconhecido pelo engolidor de espadas Bill "Frenchy" Unks, que por acaso trabalhava no hospital durante a entressafra. Segundo Unks, Schlitzie parecia sentir muita falta do carnaval, e ficar longe dos olhos do público o deixara muito deprimido. As autoridades do hospital determinaram que o melhor atendimento a Schlitzie seria torná-lo uma ala do empregador de Unks, o empresário Sam Alexander, e devolvê-lo à mostra, onde permaneceu até 1968.

### Anos finais
Em seus últimos anos, Schlitzie viveu em Los Angeles, ocasionalmente, realizando em várias sideshow circuitos locais e internacionais (ele freqüentemente realizado no Havaí e em Londres, e sua última grande aparição foi em 1968 Dobritch Internacional de Circo, realizada em Los Angeles, Arena de Esportes). Schlitzie tornou-se também uma notável atração realizando nas ruas de Hollywood, seus cuidadores a venda de seu estoque de carnaval lembrança de imagens. Schlitzie tempo gasto em seus últimos dias de vida em Santa Monica Boulevard. Ele gostava de ir para a MacArthur Park, na Rua Alvarado e Wilshire Boulevard, onde ele iria visitar o lago com seu tutor, alimentando os pombos e patos e desempenho para os transeuntes.
Em 24 de setembro de 1971, em setenta anos de idade, Schlitzie morreu de pneumonia brônquica na Fonte de Vista de Convalescença em Casa. Seu atestado de óbito listados seu nome oficial como "Shlitze Surtees" e sua data de nascimento como de 1901.
Schlitzie foi inicialmente enterrado numa sepultura comum da Rainha do Céu Cemitério em Rowland Heights. Em 2009, uma fã levou uma coleção de ter um marcador colocado em sua sepultura.

### Legado Cultural
Na década de 1960, Freaks foi redescoberto e desfrutou de uma longa execuçao como um dos primeiros filmes meia-noite, tornando-se um clássico cult, e em 1994, ele foi selecionado pelo Registro Nacional de Filmes como sendo "culturalmente, historicamente ou esteticamente significante". O filme tornou-se o público e a exposição Schlitzie, que continua a ser um dos mais memoráveis personagens do filme.
Schlitzie da imagem icônica deu-se a muitos produtos, incluindo máscaras, chapéus, camisas, modelos, relógios, globos de neve e bonecos. Além disso, Schlitzie tem sido citado como uma fonte de inspiração para Bill Griffith's tira de quadrinhos Zippy o cabeça de alfinete.
Em 2016, o biográfico conta de Schlitzie será destaque em um novo documentário, intitulado Schlitzie: Um de Nós, atualmente em produção e dirigido por Steve Belgard. João Pipa da música, Schlitzie, que tornou-se um menor culto favoritos no YouTube, vai ser destaque.